# Adam Clayton
Adam Charles Clayton (Chinnor, 13 marzo 1960) è un bassista e compositore britannico naturalizzato irlandese, membro del gruppo rock irlandese U2, del quale fu il manager prima di Paul McGuinness.
Nel 2005 è stato inserito nella Rock and Roll Hall of Fame come membro degli U2.

## Biografia
È il maggiore dei figli di Brian, pilota della Royal Air Force, e Jo Clayton. All'età di cinque anni la famiglia si trasferì a Malahide vicino a Dublino. Qui nacquero la sorella Sarah Jane (Sindy) e il fratello Sebastian. Frequentò la scuola privata di St. Columba di Rathfarnham. Successivamente passò alla Mount Temple High School (la prima scuola ecumenica irlandese), dove incontrò i suoi futuri compagni negli U2. Si presentò successivamente a un'audizione per il gruppo di Larry Mullen Jr., i "Feedback", che includeva anche il fratello maggiore di The Edge, Dick Evans. Poco dopo il gruppo cambiò il nome in "The Hype" e in seguito all'abbandono di Dick Evans, in "U2". Si presentò anche il chitarrista Paul Hewson in arte Bono, che poi diventò la voce del gruppo e in seguito degli "U2".
A causa di problemi di tipo religioso, Clayton veniva trattato come un estraneo, fino a che il manager Paul McGuinness intervenne in suo aiuto. Per appianare i contrasti Adam venne invitato a fare da testimone al matrimonio di Bono. Alla fine degli anni ottanta, acquistò gli studi di registrazione "Danesmoate House", dove gli U2 registrarono l'album The Joshua Tree, per circa 380 000 euro. Nell'agosto del 1989 venne arrestato a Dublino con l'accusa di possesso di cannabis. Evitò una condanna facendo una consistente donazione in beneficenza. Tempo dopo, tornò sui giornali nel 1993, a causa della sua relazione con la famosa modella Naomi Campbell. Lo si può sentire in una delle sue rare apparizioni come cantante nel brano Endless Deep, un b-side del singolo Sunday Bloody Sunday. Nel 1984, insieme a Bono ha partecipato come bassista alla canzone del supergruppo Band Aid, Do They Know It's Christmas?. Ha inoltre vinto il premio come miglior bassista agli Orville H. Gibson Guitar Award nel 2001 e nel 2002.
Ha suonato il basso nell'omonimo album del 1987 di Robbie Robertson. Ha inoltre contribuito ad alcuni lavori di Maria McKee. Partecipa anche nei brani Still Water and Jolie Louise dell'album Acadie di Daniel Lanois del 1989. Nel 1994, insieme a Larry Mullen ha contribuito all'album Flyer di Nanci Griffiths nei brani: These Days in an Open Book, Don't Forget About Me, On Grafton Street e This Heart. Clayton e Mullen hanno registrato anche la colonna sonora del remake del 1996 del film Mission: Impossible. Nel 1997 il disco Theme From Mission: Impossible fu nominato per un Grammy Award nella categoria Best Pop Instrumental Performance.

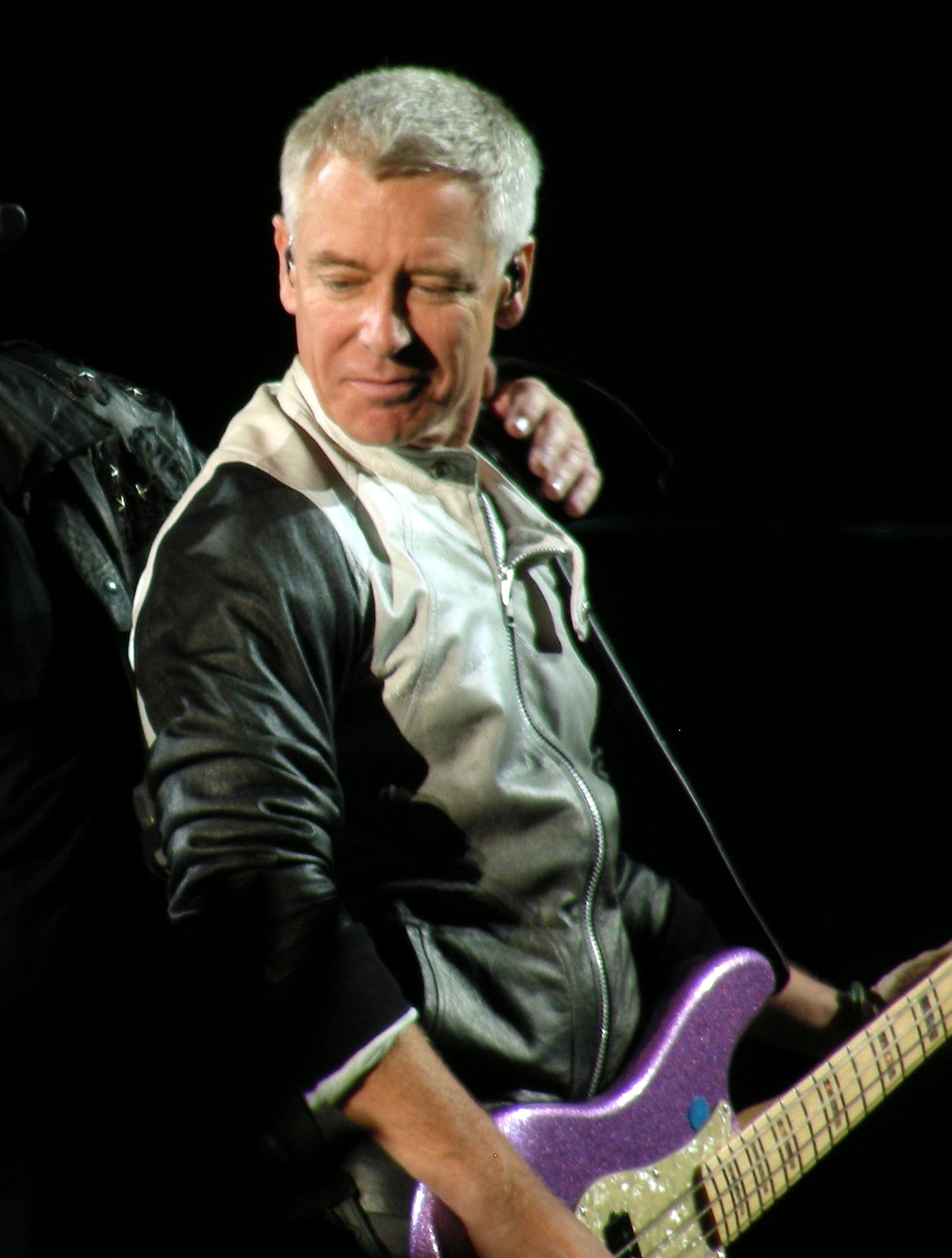
Adam Clayton nel 2009

I bassi più utilizzati da Clayton sono il Fender Jazz Bass ed il Fender Precision Bass. La Fender produce un modello di Jazz Bass della serie artist che porta il suo nome ed è basato sulle modifiche che Clayton fece ad alcuni suoi bassi negli anni 90, ai quali furono montati dei pickup Jazz Bass single-coil Fender Custom Shop degli anni 60, per ottenere un suono che si sposasse alla perfezione con le chitarre di The Edge. Ha usato anche un IBANEZ musician MC924 DS prima serie e l'IBANEZ musician MC 924 seconda serie. Questi due bassi furono i primi bassi attivi/passivi  in commercio e furono scelti per la realizzazione del celebre pezzo "With or without you". Invece, per un breve periodo utilizzò un basso Rickenbacker 4001 tra il '70 e l'80

## Discografia con gli U2
- Boy (1980)
- October (1981)
- War (1983)
- The Unforgettable Fire (1984)
- The Joshua Tree (1987)
- Rattle and Hum (1988) (studio & live)
- Achtung Baby (1991)
- Zooropa (1993)
- Pop (1997)
- All That You Can't Leave Behind (2000)
- How to Dismantle an Atomic Bomb (2004)
- No Line on the Horizon (2009)
- Songs of Innocence (2014)
- Songs of Experience (2017)
- Songs of Surrender (2023)

## Discografia con il progetto Passengers
- Original Soundtracks 1 (1995)

## Filmografia
- Rattle and Hum, regia di Phil Joanou (1988) – se stesso (documentario-concerto sugli U2)
- Al di là delle nuvole, regia di Michelangelo Antonioni, Wim Wenders(1995)(colonna sonora suonata da lui)
- Entropy – Disordini d'amore, regia di Phil Joanou (1999) - se stesso
- Linear, regia di Anton Corbijn (2009) – se stesso (documentario sugli U2)